# Зиммер, Кайл
Кайл Джозеф Зиммер (англ. Kyle Joseph Zimmer, 13 сентября 1991, Сан-Франциско) — американский бейсболист, питчер клуба Главной лиги бейсбола «Канзас-Сити Роялс».

## Карьера
Кайл родился 13 сентября 1991 года в Сан-Франциско. Он окончил старшую школу в городе Ла-Холья. В течение четырёх лет играл за школьную бейсбольную команду на позиции игрока третьей базы, был её капитаном. В выпускной год Зиммер стал лучшим отбивающим команды и самым ценным её игроком. Также Кайл играл за школьные команды по водному поло и баскетболу. 
В 2010 году Зиммер поступил в Университет Сан-Франциско. В первый год обучения сыграл за команду только в пяти матчах, но стал одним из лучших питчеров летней студенческой лиги Кэла Рипкена, в которой играл за «Александрию Эйсиз» из Таусона, штат Мэриленд. В сезоне 2011 года Кайл сыграл за «Сан-Франциско Донс» в двадцати матчах, в том числе в шестнадцати как стартовый питчер. Он сделал восемьдесят девять страйкаутов, став лучшим в команде по этому показателю. По итогам чемпионата он вошёл в сборную звёзд Конференции Западного побережья.
Выступление Зиммера в 2012 году стало одним из лучших в истории университета. Он одержал пять побед при трёх поражениях с пропускаемостью 2,85 и соотношением страйкаутов к уокам сто четыре на семнадцать. Кайл стал лучшим питчером конференции по четырём статистическим показателям. По ходу сезона он включался в число претендентов на награду «Голден Спайкс», вручаемую лучшему бейсболисту-любителю в стране. На драфте Главной лиги бейсбола 2012 года он был выбран клубом «Канзас-Сити Роялс» под общим пятым номером. 
После подписания контракта Зиммер начал выступления за фарм-клуб «Роялс» в Аризонской лиге для новичков, а концовку сезона провёл в А-лиге за «Кейн Каунти Кугарс». По ходу 2013 года он продвинулся в системе клуба до уровня АА, сыграв в двадцати двух матчах и пропустив концовку сезона из-за болей в плече. Последствия травмы позволили ему выйти на поле только в августе 2014 года. Кайл сыграл в шести играх за «Чакерс», а затем принял участие в плей-офф Лиги Тихоокеанского побережья в составе «Омахи». В октябре руководство клуба отправило его в Аризонскую лигу, но в третьей игре Кайл снова травмировал плечо и перенёс операцию по восстановлению вращательной манжеты.
Зиммер возобновил выступления в мае 2015 года. Тренерский штаб команды перевёл игрока в буллпен, чтобы снизить нагрузку. В августе Кайл вернулся в стартовую ротацию питчеров. Всего за сезон он сыграл в двадцати четырёх матчах, в шести из которых выходил в стартовом составе. В 2016 году Зиммер провёл на поле только три игры. В июле ему диагностировали синдром лестничной мышцы, потребовавший хирургического вмешательства.
Боли в плече продолжили беспокоить Кайла в 2017 году. Он снова начал играть в роли реливера, выйдя на поле всего в двадцати одном матче. В ноябре Зиммер снова перенёс операцию. Весной следующего года он принял участие в предсезонных сборах команды, 9 марта в игре с «Лос-Анджелес Доджерс» Кайл снова почувствовал боли в плече. В результате он полностью пропустил сезон 2018 года, в ноябре получив статус свободного агента.
В январе 2019 года Зиммер подписал новый однолетний контракт с «Роялс». 31 марта он дебютировал в Главной лиге бейсбола, выйдя на поле в восьмом иннинге домашней игры с «Чикаго Уайт Сокс». 